# SLAM (крылатая ракета)
SLAM (AGM-84E, Читается «Слэм», сокр. англ. Standoff Land Attack Missile, буквально «ракета для поражения наземных целей, запускаемая с дистанций вне зоны действия средств ПВО противника» (stand-off)) — американская авиационная высокоточная тактическая крылатая ракета, разработанная на базе противокорабельной ракеты AGM-84 «Harpoon». Была разработана по заказу ВМФ США с целью, дать палубным истребителям и штурмовикам возможность поражения наземных целей, оставаясь при этом за пределами зоны поражения ПВО. Активно применяется в вооружённых конфликтах.

## История
В 1986 году, командование ВМФ США сочло необходимым разработать дальнобойную крылатую ракету сравнительно небольшой массы и габаритов, которая могла бы устанавливаться на палубные истребители. Целью программы было обеспечение возможности для тактической авиации атаковать наземные объекты противника, не входя в зону поражения его противовоздушной обороны. Подобные системы (т. н. standoff-оружие) в то время в арсенале тактической авиации США отсутствовали, что вынуждало экипажи подвергаться дополнительному риску на боевых заданиях.
С целью упрощения разработки и снижения риска неудачи, новую ракету было решено создать на базе авиационной версии противокорабельной ракеты AGM-84 «Harpoon». Запускаемый с палубных самолётов, «Гарпун» обладал дальнобойностью до 220 км при сравнительно небольшом весе и мог устанавливаться практически на любые военные самолёты.
Разработка ракеты шла очень быстро. Уже к 1988 году первые образцы ракеты прошли лётные испытания, а в 1990 году началось производство установочной серии. Война в Персидском заливе стимулировала процесс принятия ракеты на вооружение и первые боевые вылеты со SLAM начались ещё весной 1991 года, до завершения испытаний ракеты.

## Конструкция
Являясь развитием «Гарпуна», SLAM имеет сходную компоновку и основные составные части. Он использует аналогичный турбореактивный двигатель, обеспечивающий возможность экономичного полёта на сверхмалых высотах со скоростью до 0,85 М.
Основным отличием SLAM от прототипа является его система наведения и навигации. Ввиду того, что активная радиолокационная ГСН ПКР «Гарпун» не эффективна при атаке наземных объектов, обладающих сравнительно низким радиолокационным контрастом с подстилающей поверхностью, SLAM оснащена инфракрасной телевизионной системой от ракеты AGM-65 Maverick, передающей изображение с борта ракеты оператору в кабине самолёта-носителя. Так как SLAM предполагалось применять на дистанциях, значительно превосходящих дальность «Мэверика», новая ракета была также оснащена двусторонним каналом обмена информацией, заимствованным от управляемой бомбы AGM-62 Walleye.
После запуска, ракета следовала в направлении предположительного расположения цели на малой высоте, ориентируясь по данным спутниковой системы GPS. Возможности использованной в ракете ГСН не допускали самостоятельной идентификации цели, поэтому непосредственно перед атакой требовалось вмешательство оператора.

### SLAM-ER
Ракета AGM-84H SLAM-ER (Expanded Response) представляет собой настолько глубокую переработку AGM-84E SLAM, что, фактически, является совершенно новой ракетой. Аэродинамическая схема Архивная копия от 18 ноября 2016 на Wayback Machine ракеты была полностью пересмотрена: вместо обычных для «Гарпуна» X-образно расположенных коротких крыльев, SLAM-ER получила два низко расположенных удлинённых крыла, выполненных по схеме «обратная чайка». Размах крыльев достигает 2,4 м. За счёт этого удалось значительно улучшить аэродинамические характеристики ракеты, увеличить подъёмную силу и дальность полёта.
В конструкции SLAM-ER значительное внимание уделялось снижению радиолокационной заметности ракеты. За счёт применения углепластиковых радиопрозрачных материалов и выполнения элементов конструкции с учётом технологий снижения заметности, инженерам удалось уменьшить ЭПР ракеты в сравнении с исходной SLAM.
Система наведения ракеты была также модифицирована. SLAM-ER может самостоятельно идентифицировать цель по предварительно заложенным в бортовой компьютер ракеты данным и не нуждается в участии оператора. Возможность удалённого управления, впрочем, сохраняется, так что оператор может в любой момент вмешаться в действия ракеты.